# Maresa Gallo
Maresa Gallo (Roma, 30 maggio 1935) è un'attrice italiana.

## Biografia
Nei primi anni cinquanta inizia a recitare alla Radio Rai, in trasmissioni di prosa e varietà, lavora con una certa frequenza anche in televisione in commedie e sceneggiati, durante i quali conosce il futuro marito, il regista Anton Giulio Majano.

### La televisione
Interprete nella parte di Beth, dello sceneggiato televisivo Piccole donne, del 1955, che ebbe un grande successo di ascolto, ha poi interpretato altri lavori a puntate diretti dal marito (fra gli altri, Jane Eyre, del 1957) e dall'altro specialista del genere, Daniele D'Anza. Fra gli altri suoi lavori figura anche lo sceneggiato La fiera della vanità, del 1967, dove fu diretta ancora dal marito Anton Giulio Majano.

## Prosa televisiva Rai
- Madre allegria, di De Sevilla e R. Sepulveda, regia di Anton Giulio Majano, trasmessa il 26 dicembre 1954
- Piccole donne, dal romanzo omonimo di Louisa May Alcott, regia di Anton Giulio Majano, sceneggiato in 5 puntate, dal 12 novembre al 10 dicembre 1955.
- Fermenti, commedia, regia di Carlo Ludovico Bragaglia, trasmessa il 10 maggio 1957.
- Orgoglio e pregiudizio, dal romanzo omonimo di Jane Austen, regia di Daniele D'Anza, sceneggiato di 5 puntate, dal 21 settembre al 19 ottobre 1957.
- Un paese che legge, episodio di Aprite: polizia!, regia di Daniele D'Anza (1958)
- L'amore deve nascere, commedia di Luigi Antonelli, regia di Mario Landi, trasmessa il 19 dicembre 1958.
- E le stelle stanno a guardare, dal romanzo omonimo di Cronin, regia di Anton Giulio Majano, 1971.
- La pietra di Luna, sceneggiato televisivo, dal romanzo di Wilkie Collins, regia di Anton Giulio Majano, 6 puntate trasmesse nel 1972.
- Marco Visconti, dal romanzo di Tommaso Grossi, regia di Anton Giulio Majano, sceneggiato di 6 puntate trasmesso dal 4 maggio all'8 giugno 1975.
- Qui squadra mobile, serie TV, seconda stagione, episodio Testimoni reticenti, regia di Anton Giulio Majano, trasmesso nel 1976.

## Filmografia
- Art. 519 codice penale, regia di Leonardo Cortese (1951)
- La lupa, regia di Alberto Lattuada (1953)
- Gli Italiani si voltano, episodio di L'amore in città, regia di Alberto Lattuada (1953)
- Peppino e la vecchia signora, regia di Piero Ballerini (1954)
- Terrore sulla città, regia di Anton Giulio Majano (1956)
- Ricordo la mamma, regia di Anton Giulio Majano (1957)

## Il doppiaggio
Lavora nel doppiaggio, sia dando la voce, tra le altre a Geraldine Chaplin, Madeleine Smith, Auguste Carrére e Wang Ping, che come direttrice per la soap Quando si ama e le telenovelas sudamericane, come Dona Beija.
- Rosalba Neri in I racconti di Viterbury - Le più allegre storie del '300
- Geraldine Chaplin in Buffalo Bill e gli indiani
- Geneviève Bujold in Anna dei mille giorni
- Madeline Smith in Oscar insanguinato
- Wang Ping in Cinque dita di violenza
- Seden Kiziltunç in La meravigliosa favola di Cenerentola
- Gerda (personaggio) in La regina delle nevi